# Svartand
Svartand (Anas rubripes) är en amerikansk fågelart inom familjen änder. Den förekommer i östra Nordamerika och är endast en sällsynt gäst i Europa. Arten är nära släkt med gräsanden, med vilken den ofta hybridiserar i det vilda, men även med likaledes amerikanska fläckanden (A. fulvigula) och nyligen urskilda mexikanska anden (A. diazi). Den tros minska i antal, men beståndet anses ändå vara livskraftigt globalt.

## Utseende och läte
Svartanden är lik honfärgad gräsand, men är tydligt mörkare. Den adulta hanen har gul näbb, mörk kropp, ljusare nacke och huvud, orangefärgade ben och mörka ögon. Den adulta honan har ett liknande utseende men är överlag ljusare och har en gröngrå näbb. Båda könen har en blålila vingspegel utan gräsandens vita kanter. Dess läte påminner om gräsandens.
Hybrider mellan svartand och gräsand kan vara mycket svåra att skilja i fält.

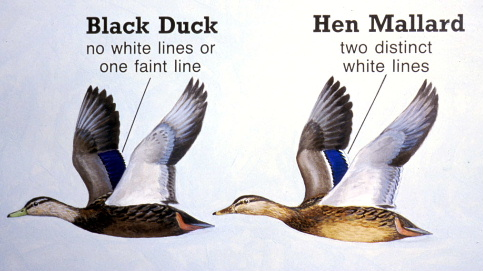
Jämförelse mellan svartand och hona gräsand.

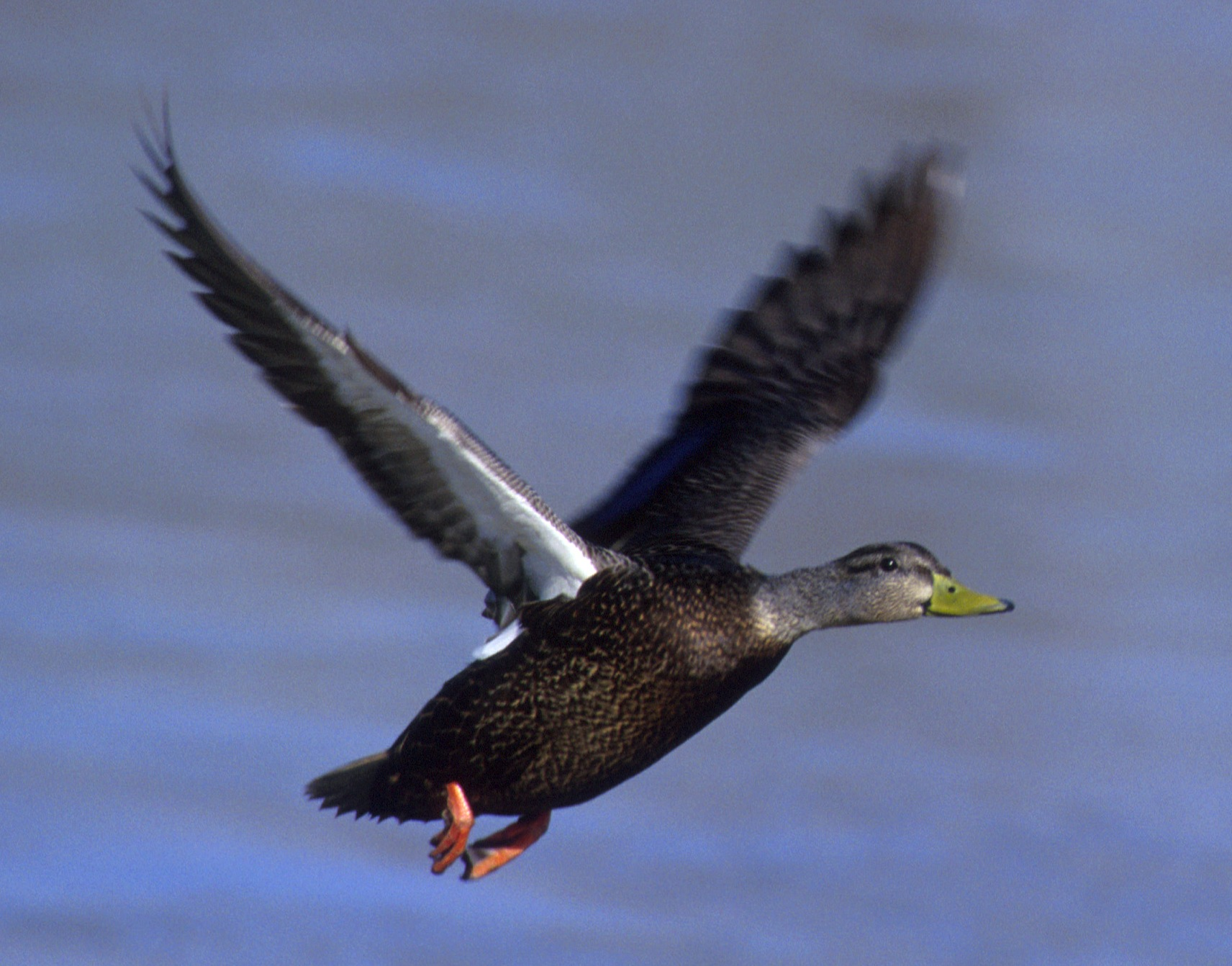
Svartandshane. Notera gul näbb och mörk dräkt.

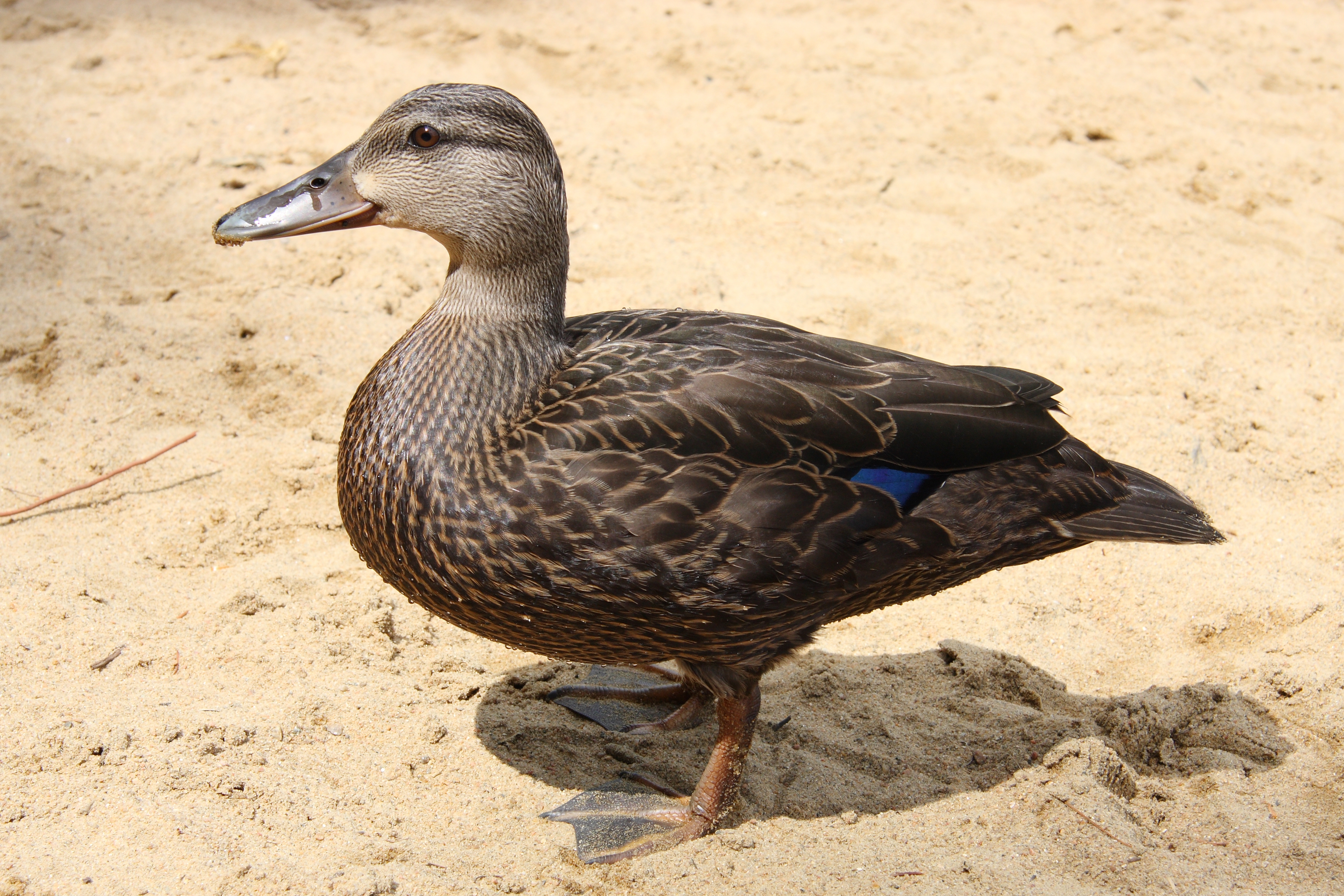
Svartandshona. Notera ljust gröngrå näbb och ljusare dräkt.

## Utbredning och systematik
Svartanden beskrevs taxonomiskt första gången 1902 av William Brewster som Anas obscura rubripes, utifrån ett typexemplar insamlat från New Hampshiresidan av sjön Umbagog i New England, USA. Arten kategoriseras oftast som monotypisk men två underarter erkänns av vissa auktoriteter: A. r. rubripes och A. r. obscura.
Fågeln häckar i östra Kanada, från Manitoba till Newfoundland och Labrador och i områdena kring de Stora sjöarna, och i Adirondacks i nordöstra USA. Dess sydligaste häckningsområde ligger i North Carolina. Den är en partiell flyttfågel och många övervintrar i de centrala delarna av östra USA, speciellt i kustområdena.

### Observationer utanför utbredningsområdet
Svartanden observeras sällsynt i Europa, främst på Island och i Storbritannien. I Storbritannien finns det kända fall där svartänder har stannat och hybridiserat med gräsänder. Fynd av arten har även gjorts i Skandinavien, Frankrike, Tyskland, Spanien, på Azorerna, på Kanarieöarna, i Sydkorea, på Bahamas och i Puerto Rico. I Sverige sågs svartanden för första gången 1973 i skånska Domsten. Därefter har ytterligare fyra svartänder observerats, den senaste en individ som uppehöll sig i och kring Hornborgasjön i Västergötland i april 2018 och därefter igen i början av december.

### Hybridisering med gräsand
Svartanden hybridiserar regelbundet med gräsand, med vilken den är nära besläktad. Ibland behandlas den som en mörkfärgad underart till gräsanden, men detta är felaktigt, då hybridisering inom släktet Anas inte är tillräcklig grund för att underkänna artstatus. Eftersom hybriderna inte går att särskilja i fält är det mycket komplicerat att studera fenomenet. Forskning på hybrider i fångenskap har visat att många hybridhonorna dör innan de når könsmogen ålder vilket också är en indikation på att svartanden är en egen art.

## Ekologi
Svartandens häckningsbiotop består av sjöar, dammar, floder, våtmarker och andra färskvattenbiotoper. De bygger sitt enkla bo direkt på marken. Honan lägger i genomsnitt åtta till tio mattgröna ägg (kullar på mellan sex och 14 har observerats). och honan ruvar ensam äggen i 26–30 dagar. De födosöker på land och i grunda vatten genom att tippa kroppen framåt så att den når bottnen med näbben. Främst lever de av växtdelar men även blötdjur, och vattenlevande insekter.

## Status och hot
Svartand har länge varit en uppskattad viltfågel. Den förekommer över ett stort område som uppskattas till 4 100 000 km² och världspopulationen uppskattas till 400 000 individer. Arten kategoriseras som livskraftig (LC) men det finns indikationer på att den har minskat på grund av hårt jakttryck och habitatförluster. Vissa naturvårdande institutioner räknar även in hybridiseringen och konkurrensen från gräsand som ett hot för arten..

## Taxonomi och namn
Svartandens vetenskapliga artnamn rubripes betyder "rödfotad", av latinets ruber för "röd" och pes, "fot".